# Mr Beast
A Mr Beast a Mogwai ötödik stúdióalbuma, amelyet 2006. március 6-án adott ki a Play It Again Sam és a Matador Records. Producerei az együttes tagjai és Tony Doogan.

## Leírás
A lemez 2006. március 6-án jelent meg az Egyesült Királyságban, és 7-én az Amerikai Egyesült Államokban. Három formátumban adták ki: díszdobozos CD-n, két hanglemezen, valamint megjelent egy kibővített kiadás is, amely az album mellett az albumhoz kapcsolódó munkálatokat feldolgozó The Recording of Mr. Beast című DVD-t is tartalmazta. Alan McGee, a Creation Records elnöke a következőket írta a lemezről: „…valószínűleg a legjobb art rock album, amelyben a Loveless óta közreműködtem. Valójában jobb is, mint a Loveless.” Ezzel a My Bloody Valentine 2001-es albumára utalt. Martin Bulloch szerint: „a legjobb albumunk a Mogwai Young Team óta”.
Az album címe egy 2005-ös esetből származik, amikor Barry Burns és Dominic Aitchison Floridába érkeztek, hogy a The Cure-ral közös koncertet adjanak, és egy taxisofőrt láttak, amint egy „Mr. and Mrs. Beast” feliratot tartott; mint elmondták, a 10 órás repülőút után viccesebb volt, mint az élet maga.

## Grafika
A borító Amanda Church „Milkbar” című alkotása, a lemezhez mellékelt kiadványban pedig további munkái vannak. A kibővített kiadás tokjának gerincén a Mogwai Young Team borítója látható, melyen a keresztre feszített Jézus sziluettje rajzolódik ki.

## Számlista
Az összes dal szerzője a Mogwai. 
| 1.    | Auto Rock                                                             | 4:18 |
| 2.    | Glasgow Mega-Snake                                                    | 3:35 |
| 3.    | Acid Food                                                             | 3:40 |
| 4.    | Travel Is Dangerous                                                   | 4:01 |
| 5.    | Team Handed                                                           | 3:58 |
| 6.    | Friend of the Night                                                   | 5:30 |
| 7.    | Emergency Trap                                                        | 3:31 |
| 8.    | Folk Death 95                                                         | 3:34 |
| 9.    | I Chose Horses (a dalszöveget Tetsuya Fukagawa, az Envy énekese írta) | 5:13 |
| 10.   | We’re No Here                                                         | 5:39 |
| 43:07 |                                                                       |      |

## Közreműködők

### Mogwai
- Stuart Braithwaite – gitár, ének
- Dominic Aitchison – basszusgitár
- Martin Bulloch – dob
- Barry Burns – zongora, gitár, fuvola, ének
- John Cummings – gitár

### Más zenészek
- Craig Armstrong – billentyűk
- Tetsuya Fukagawa – ének, dalszöveg

### Gyártás
- Tony Doogan – producer

## Fordítás
Ez a szócikk részben vagy egészben  a   Mr Beast című angol Wikipédia-szócikk ezen változatának fordításán alapul.  Az eredeti cikk szerkesztőit annak laptörténete sorolja fel. Ez a jelzés csupán a megfogalmazás eredetét és a szerzői jogokat jelzi, nem szolgál a cikkben szereplő információk forrásmegjelöléseként.